# Dysschema neda
Dysschema neda là một loài bướm đêm thuộc phân họ Arctiinae, họ Erebidae.